# لولا تانگ
لولا تانگ (انگلیسی: Lola Tung؛ زادهٔ ۲۸ اکتبر ۲۰۰۲) بازیگر اهل ایالات متحده آمریکا است. وی از سال ۲۰۲۱ میلادی تاکنون مشغول فعالیت بوده است.
او بیشتر به خاطر بازی در نقش "بلی" در مجموعه تلویزیونی تابستانی که زیبا شدم شناخته می‌شود، که بر اساس رمانی به همین نام، نوشته جنی هان ساخته شده است.

## زندگینامه
تانگ در شهر نیویورک متولد و بزرگ شد. مادرش اصالتاً چینی-سوئدی و پدرش اصالتاً اهل اروپای شرقی است. مادربزرگ مادری او اهل سوئد است. در دوران راهنمایی، او در نمایش‌های «مغازه کوچک وحشت» و «جادوگر شهر اُز» شرکت کرد. او در دبیرستان موسیقی و هنرهای نمایشی فیورلو اچ. لاگاردیا تحصیل کرد و در سال ۲۰۲۰ با مدرک کارشناسی ارشد درام از آنجا فارغ‌التحصیل شد.
در پاییز ۲۰۲۰ او تحصیل در مدرسه تئاتر کارنگی ملون را آغاز کرد، و در نمایش‌های مدرسه‌ای شرکت نمود. او سال اول دانشگاه خود را به پایان رساند و سپس برای بازی در مجموعه تلویزیونی تابستانی که زیبا شدم مرخصی گرفت.

## حرفه
تانگ در سال آخر دبیرستان، در نمایشگاه مجازی بازیگری لاگاردیا بازی کرد، جایی که مدیر فعلی‌اش اولین اجرای او را دید. ماه‌ها بعد، در طول ترم دوم سال اول، تانگ در دانشگاه کارنگی ملون، مدیر با او تماس گرفت تا همکاری و یک تست بازیگری را آغاز کند. این تست بازیگری برای نقش اصلی ایزابل "بلی" کانکلین در مجموعه تلویزیونی تابستانی که زیبا شدم بود. تانگ در حالی که کلاس‌های دانشگاه را از راه دور می‌گذراند، برای این سریال در زوم تست بازیگری داد و توانست نظر کارگردان را جلب کند که این نقش اولین نقش بازیگری معتبر او است. در سپتامبر ۲۰۲۱ اندکی پس از به دست آوردن نقش اصلی در "تابستانی که زیبا شدم، وی با آژانس استعدادهای آمریکایی، سی‌ای‌ای، قرارداد امضا کرد. قبل از انتشار فصل اول، آمازون پرایم این سریال را برای فصل دوم تمدید کرد که در تابستان ۲۰۲۲ فیلمبرداری شد. در اوت ۲۰۲۳، این سریال برای فصل سوم تمدید شد. با این حال، تولید آن به دلیل اعتصاب SAG-AFTRA به تعویق افتاد.
تانگ در نوامبر ۲۰۲۳ با کامرون کرو و توماس رابرت کیت در نقش پنی لین در نمایش « تقریباً مشهور» در مرکز تئاتر یوجین اونیل همکاری کرد.
در فوریه ۲۰۲۴ وی اولین حضور خود در تئاتر برادوی را در نقش اوریدیس را تجربه کرد. او جایگزین سولیا فایفر برای اجرای محدود (که از ۹ فوریه تا ۱۷ مارس برنامه‌ریزی شده بود) شد و در مقابل جردن فیشر در نقش اورفئوس بازی کرد. بعداً در ماه مه ۲۰۲۴ اولین نامزدی جایزه خود را در جوایز انتخاب تماشاگران Broadway.com کسب کرد.
وی در مارس ۲۰۲۵ به عنوان یکی از بازیگران فیلم «میوه‌های ممنوعه »، که یک فیلم ترسناک جادوگری به کارگردانی مردیت آلووی و اقتباسی از نمایشنامه لیلی هاوتون است معرفی شد. در این فیلم او نقش عضوی از یک فرقه جادوگری مخفی را بازی می‌کند که پس از پیوستن یک عضو جدید، پیوندشان شروع به گسست می‌کند. شرکت‌های IFC Films و Shudder حقوق پخش این فیلم در آمریکای شمالی را خریداری کردند و قرار است در سال ۲۰۲۶ اکران عمومی شود.

## فیلم‌شناسی
سینمایی
| سال  | عنوان          | نقش | یادداشت‌ها   | منبع   |
| ---- | -------------- | --- | ----------- | ------ |
| ۲۰۲۶ | میوه‌های ممنوعه |     | در حال ساخت | [ ۲۳ ] |

تلویزیونی
| سال       | عنوان                | نقش                  | یادداشت‌ها | منبع   |
| --------- | -------------------- | -------------------- | --------- | ------ |
| ۲۰۲۲–۲۰۲۵ | تابستانی که زیبا شدم | ایزابل «بلی» کانکلین | نقش اصلی  | [ ۲۴ ] |

تئاتر
| سال  | عنوان        | نقش     | محل برگزاری            | یادداشت‌ها             | منبع   |
| ---- | ------------ | ------- | ---------------------- | --------------------- | ------ |
| ۲۰۲۳ | مرا آزاد کن  | ترینا   | تاون‌هال نیویورک        | نمایشنامه‌های ۲۴ ساعته | [ ۲۵ ] |
| ۲۰۲۳ | تقریباً مشهور | پنی لین | مرکز تئاتر یوجین اونیل | قرائت‌های کارگاه       | [ ۲۶ ] |
| ۲۰۲۴ | هادستاون     | اوریدیس | تئاتر والتر کر         | برادوی                | [ ۲۷ ] |